# Morton Mintz
Morton Mintz (26 de enero de 1922-28 de julio de 2025) fue un periodista estadounidense de investigación, en sus primeros años (1946-1958) fue reportero de dos periódicos de San Luis, Misuri, el Star-Times y el Globe-Democrat, y después, de forma más sobresaliente, trabajó para The Washington Post (1958-1988). Dedicó su carrera en gran parte, a informar sobre la corrupción coporativa, especialmente aquella relacionada con la industria automotriz, la del tabaco y la farmacéutica. Expuso escándalos como el de las malformaciones congénitas causadas por la talidomida en 1962 y el del Escudo de Dalkon, un dispositivo intrauterino que causó graves lesiones a muchas de sus usuarias. Otros trabajos realizados como periodista han sido cubrir la Suprema Corte, investigar el origen del financiamiento de campañas políticas y el despilfarro de recursos por parte del Pentágono. 

## Carrera como escritor
Mintz ha publicado varios libros, algunos como autor único y otros en coautoría. También ha sido receptor de varios premios y reconocimientos por su trabajo. Desde 1996 ha sido consejero de Nieman Foundation's Watchdog Project, un proyecto patrocinado por la Universidad de Harvard con el objetivo de apoyar el periodismo de vigilancia y denuncia. Después de dejar The Washington Post en 1988, y hasta la fecha, ha trabajado como periodista independiente, recientemente escribe para la revista en línea, Tompaine.com.

## Libros
Mintz ha publicado 8 libros, 4 como autor y 4 como coautor. Algunos de sus libros han sido traducidos al español.

### Autor
- At Any Cost: Corporate Greed, Women, and the Dalkon Shield (1985)
- The Pill: An Alarming Report (1970)
- By Prescription Only: A report on the roles of the United States Food and Drug Administration, the American Medical Association, pharmaceutical manufacturers, ... may be worthless, injurious, or even lethal (1967).
- The Therapeutic Nightmare: A report on prescription drugs, the men who make them, and the agency that controls them (1965)

### Coautor
- America, Inc.: Who Owns and Operates the United States (1971), con Jerry S. Cohen
- Power, Inc. (1976), con Jerry S. Cohen
- Quotations from President Ron (1987), con Margaret Mintz
- President Ron's Appointment Book (1988), con Anita Mintz

## Premios y reconocimientos
Entre otros premios, Mintz ha recibido:
- Columbia Journalism Award
- Playboy Foundation's Hugh M. Hefner First Amendment Award for Lifetime Achievement
- Worth Bingham Memorial Award
- Heywood Broun Memorial Award
- Raymond Clapper Memorial Award
- George Polk Memorial Award
- Washington-Baltimore Newspaper Guild Award for Public Service (dos veces)